# ماناستیریتسا (کلادووو)
ماناستیریتسا (به صربی: Manastirica) یک منطقهٔ مسکونی در صربستان است که در کلادووا واقع شده‌است. ماناستیریتسا ۲۵۰ نفر جمعیت دارد.